# Контролни јуан
Контролни јуан (кин: 監察院, Jiānchá Yùan) је највиши надзорни орган у Републици Кини (Тајвану).
Његове чланове именује Законодавни јуан на предлог предсједника Републике Кине.